# بنجامين أندرسون
بنجامين أندرسون (بالإنجليزية: Benjamin Anderson)‏ هو موسيقي وكاتب أغاني أمريكي، ولد في 28 يناير 1974 في توسان في الولايات المتحدة.